# Do the Bartman
Do the Bartman ist ein Pop/Rap-Lied, das 1990 auf dem Album The Simpsons Sing the Blues veröffentlicht wurde. Autor des Stücks ist Michael Jackson.

## Hintergrund

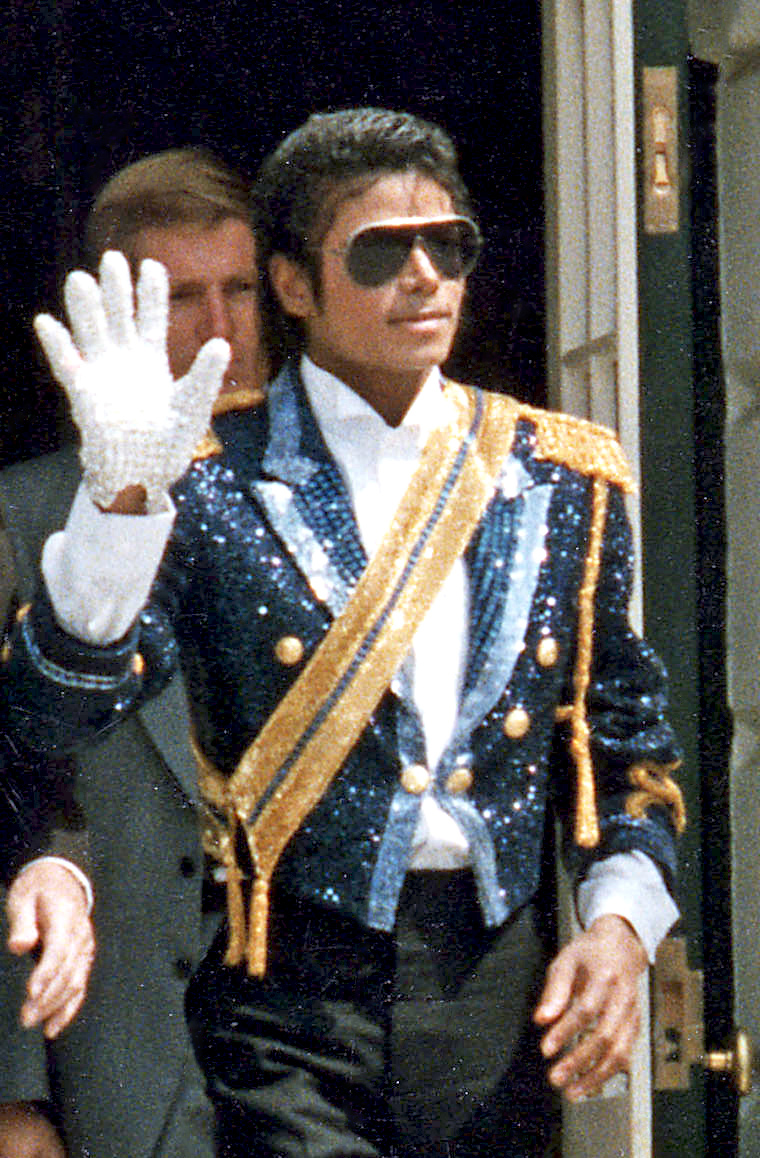
Michael Jackson schrieb das Lied Do the Bartman

Das Album The Simpsons Sing the Blues wurde im September 1990 veröffentlicht. Die erste Single wurde das Lied Do the Bartman. Der Sprechgesang stammte von Bart Simpsons Synchronsprecherin Nancy Cartwright. Am 20. November 1990 wurde das Lied veröffentlicht. Zuvor gab es Gerüchte, dass Michael Jackson im Sommer 1990 ein Lied für das Simpsons-Album schreibe. Der Titel sollte Do the Bartman heißen, aber Simpsons-Produzent James L. Brooks wollte erst bis September 1990 abwarten, um sich auf die Produktion der Serie zu konzentrieren. Jedoch wurde das Lied schon vorher geschrieben und es gab zahlreiche Diskussionen, ob Jackson das Lied wirklich schrieb.
1998 bestätigte der Simpsons-Erfinder Matt Groening auf einer Pressekonferenz in Pasadena (Kalifornien), dass Michael Jackson Do the Bartman geschrieben und die Aufnahme produziert hatte. Groening war darüber verwundert, dass bis 1998 niemand wusste, dass Michael Jackson der Autor des Lieds war.
Michael Jackson war ein großer Fan von den Simpsons, besonders von Bart und fragte den Produzenten der Serie, ob er für Bart einen Nummer-eins-Hit schreiben könne mit dem Titel Do the Bartman. Daraufhin bekam Jackson einen Gastauftritt in der Folge Die Geburtstagsüberraschung (Stark Raving Dad) mit dem Pseudonym John Jay Smith. Außerdem schrieb Jackson noch das Lied Happy Birthday Lisa, das später auf dem Album Songs in the Key of Springfield enthalten war. Jackson übernahm zudem den Background-Gesang im Lied Do the Bartman.

## Kritik
Unter Kritikern wurde das Lied recht positiv aufgenommen. Ken Tucker von der Entertainment Weekly beschrieb das Lied als ein super Duett zwischen Nancy und Jackson. Die meisten Kritiker ordneten das Lied in verschiedene musikalische Genres ein, aber die Rückmeldungen waren insgesamt positiv.

## Musikvideo
Brad Bird, einer der Simpsons-Regisseure, führte die Regie für das Musikvideo, das 1991 veröffentlicht wurde und Kultstatus erreichte.
Das Drehbuch für das Musikvideo wurde in nur zwei Tagen fertiggestellt. Bird flog dann nach Budapest, wo das Musikvideo in den Varga Studios animiert wurde. Die Animatoren dachten, dass es sich um eine Animation der Simpsons Shorts handele, aber Bird erklärte ihnen den Hintergrund.
1991 bekam das Musikvideo eine Nominierung für die MTV Video Music Awards 1991. Zudem lief das Musikvideo in dieser Zeit häufig auf amerikanischen Musiksendern wie MTV. Nach dem Tod von Michael Jackson am 25. Juni 2009 wurde das Lied als Tribut für Jackson in der Folge Wedding for Disaster abgespielt.

## Kommerzieller Erfolg

### Chartplatzierungen
In den USA wurde Do the Bartman nie als offizielle Single veröffentlicht, dafür war es international erfolgreich und erreichte Platz 1 der jeweiligen Charts in Australien, Irland, Neuseeland, Norwegen und im Vereinigten Königreich, sowie die Top-5 vieler europäischer Länder, darunter Deutschland. Mit über 400.000 verkauften Einheiten im Vereinigten Königreich erreichte das Lied dort Goldstatus. 1991 stand das Lied vom 16. Februar bis zum 9. März auf Platz 1 der britischen Charts und wurde eine der erfolgreichsten Singles des Jahres. Der Erfolg des Liedes bedeutete den Durchbruch der Simpsons als Serie im Vereinigten Königreich. In Irland stand Do The Bartman neun aufeinander folgende Wochen auf Platz 1 und wurde dort eines der erfolgreichsten Lieder in der Geschichte der irischen Charts.
| ChartsChartplatzierungen     | Höchstplatzierung | Wochen |
| ---------------------------- | ----------------- | ------ |
| Deutschland (GfK)            | 5 (16 Wo.)        | 16     |
| Österreich (Ö3)              | 17 (9 Wo.)        | 9      |
| Schweiz (IFPI)               | 12 (9 Wo.)        | 9      |
| Vereinigtes Königreich (OCC) | 1 (12 Wo.)        | 12     |

| ChartsJahrescharts (1991)    | Platzierung |
| ---------------------------- | ----------- |
| Deutschland (GfK)            | 42          |
| Vereinigtes Königreich (OCC) | 5           |

### Auszeichnungen für Musikverkäufe
| Land/Region                  | Auszeichnungen für Musikverkäufe (Land/Region, Auszeichnung, Verkäufe) | Verkäufe |
| ---------------------------- | ---------------------------------------------------------------------- | -------- |
| Australien (ARIA)            | Gold                                                                   | 35.000   |
| Neuseeland (RMNZ)            | Gold                                                                   | 5.000    |
| Vereinigtes Königreich (BPI) | Gold                                                                   | 702.000  |
| Insgesamt                    | 3× Gold ·                                                              | 742.000  |

## Formate
7″-Single:
1. Do the Bartman (7″ House Mix/Edit) – 3:54
2. Do the Bartman (LP Edit) – 3:59